# Saint-Quentin-les-Marais
Saint-Quentin-les-Marais är en kommun i departementet Marne i regionen Grand Est (tidigare regionen Champagne-Ardenne) i nordöstra Frankrike. Kommunen ligger i kantonen Vitry-le-François-Est som tillhör arrondissementet Vitry-le-François. År 2022 hade Saint-Quentin-les-Marais 118 invånare.

## Befolkningsutveckling
Antalet invånare i kommunen Saint-Quentin-les-Marais
| Referens: INSEE |